# Juli Marial
Juli Marial i Mundet (ur. 3 kwietnia 1885 w Barcelonie, zm. 21 maja 1963 tamże) – hiszpański piłkarz i działacz sportowy.
Marial w latach 1903–1908 był zawodnikiem katalońskiego klubu piłkarskiego FC Barcelona, gdzie występował na pozycjach bramkarza i pomocnika. W 1905 zdobył mistrzostwo Katalonii. W Barçie zagrał 41 meczów i strzelił jedną bramę.
1 października 1906 został prezesem klubu z Barcelony jako pierwszy w historii aktywnie grający piłkarz na tym stanowisku. Jego poprzednikiem był Josep Soler. Za jego kadencji klub zmagał się z problemami społecznymi i sportowym. Nie zdobył wówczas żadnego tytułu. Pod koniec jego prezesury klub stracił jedną trzecią członków i był bliski upadku. Pozostało ich wówczas tylko 38. Marial przestał być prezesem FCB 11 listopada 1908. Jego następcą został Vicenç Reig.